# Askersund-Hammars församling
Askersund-Hammars församling är en församling i Askersunds pastorat i Södra Närkes kontrakt i Strängnäs stift. Församlingen ligger i Askersunds kommun i Örebro län.

## Administrativ historik
Församlingen bildades 2018 av Askersunds församling och Hammars församling och utgjorde till 2022 ett eget pastorat.1 januari 2022 uppgick församlingen i Askersunds pastorat

## Kyrkor
- Askersunds landskyrka
- Sofia Magdalena kyrka
- Hammars kyrka
- Birgittakyrkan Olshammar